# Kabinet-Schmidt I
Het kabinet–Schmidt I was het West-Duitse kabinet van 16 mei 1974 tot 14 december 1976. Het kabinet werd gevormd door de politieke partijen Sozialdemokratische Partei Deutschlands (SPD) en de Freie Demokratische Partei (FDP) na het aftreden van bondskanselier Willy Brandt door de Günter Guillaume-affaire. Helmut Schmidt van de SPD diende als bondskanselier en Hans-Dietrich Genscher de partijleider van de FDP als vicekanselier en bondsminister van Buitenlandse Zaken. 

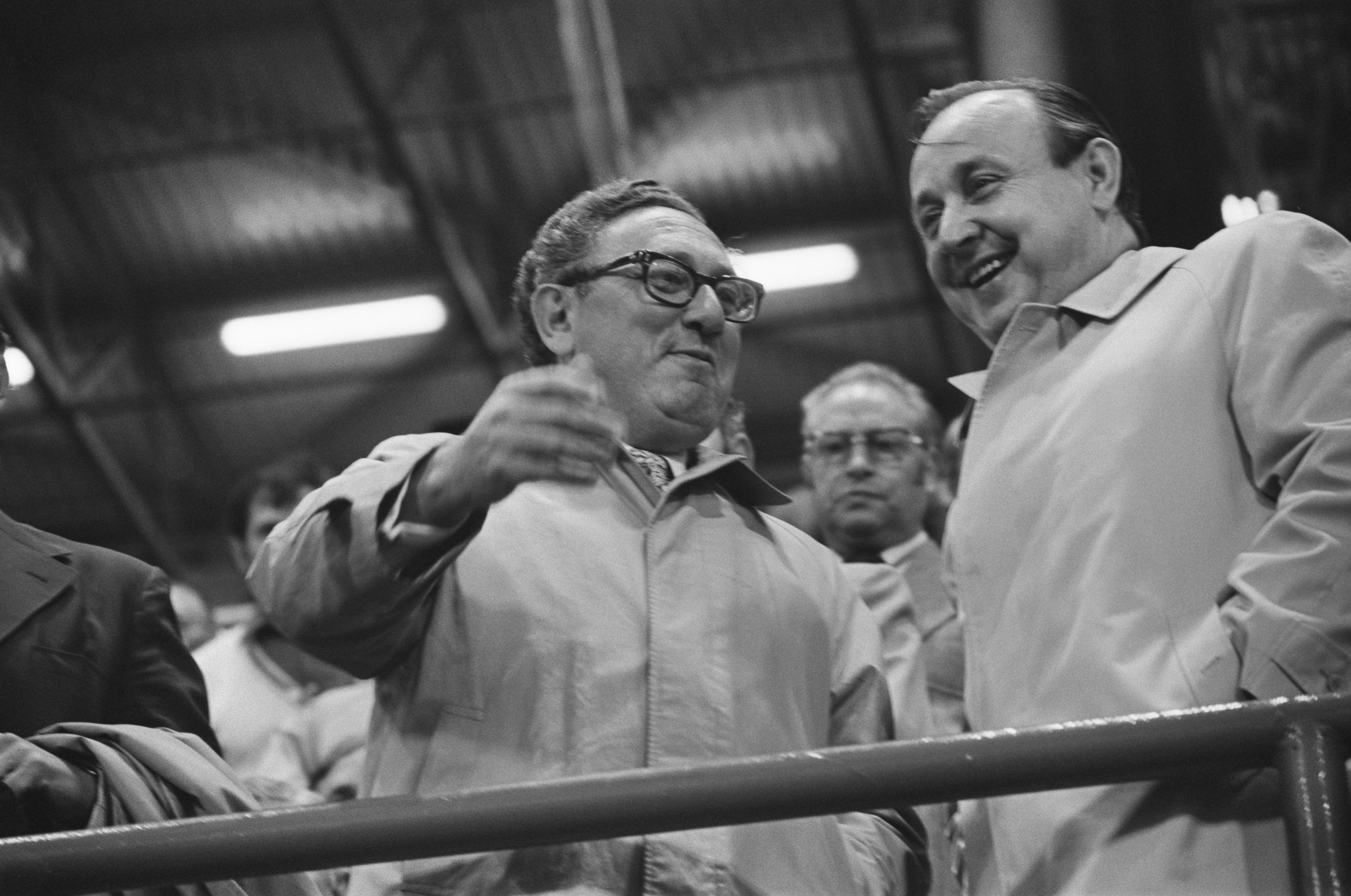
Amerikaanse minister van Buitenlandse Zaken Henry Kissinger en bondsminister van Buitenlandse Zaken Hans-Dietrich Genscher tijdens het WK van 1974 in het Westfalenstadion in Dortmund op 3 juli 1974.

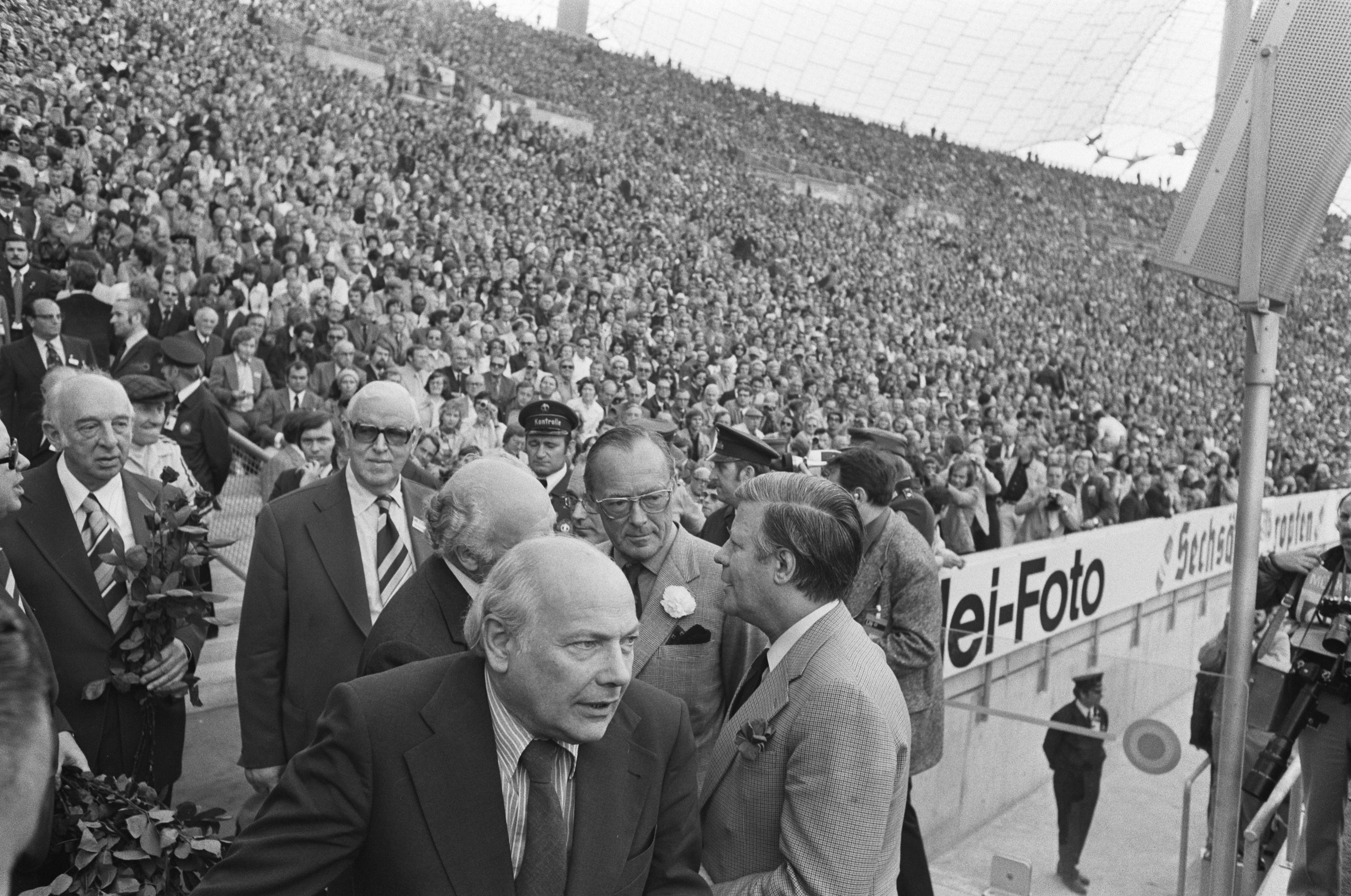
Voorzitter van de FIFA Stanley Rous, voorzitter van de Duitse voetbalbond Hermann Gösmann, bondspresident van Duitsland Walter Scheel, Prins Bernhard, bondskanselier Helmut Schmidt en premier van Nederland Joop den Uyl tijdens de WK finale van 1974 in het Olympiastadion in München op 7 juli 1974.

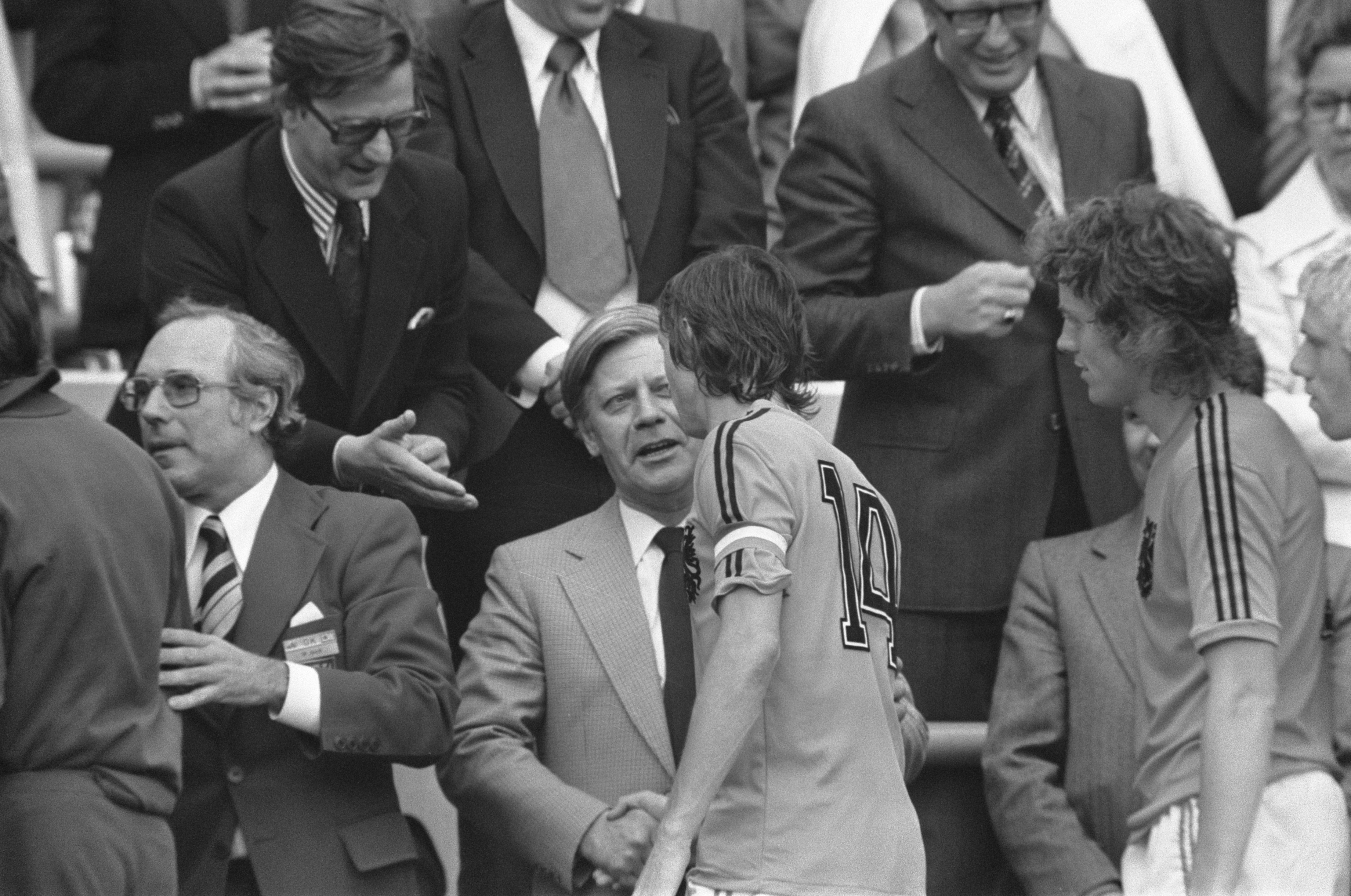
Bondskanselier Helmut Schmidt en Johan Cruyff tijdens de WK finale van 1974 in het Olympiastadion in München op 7 juli 1974.

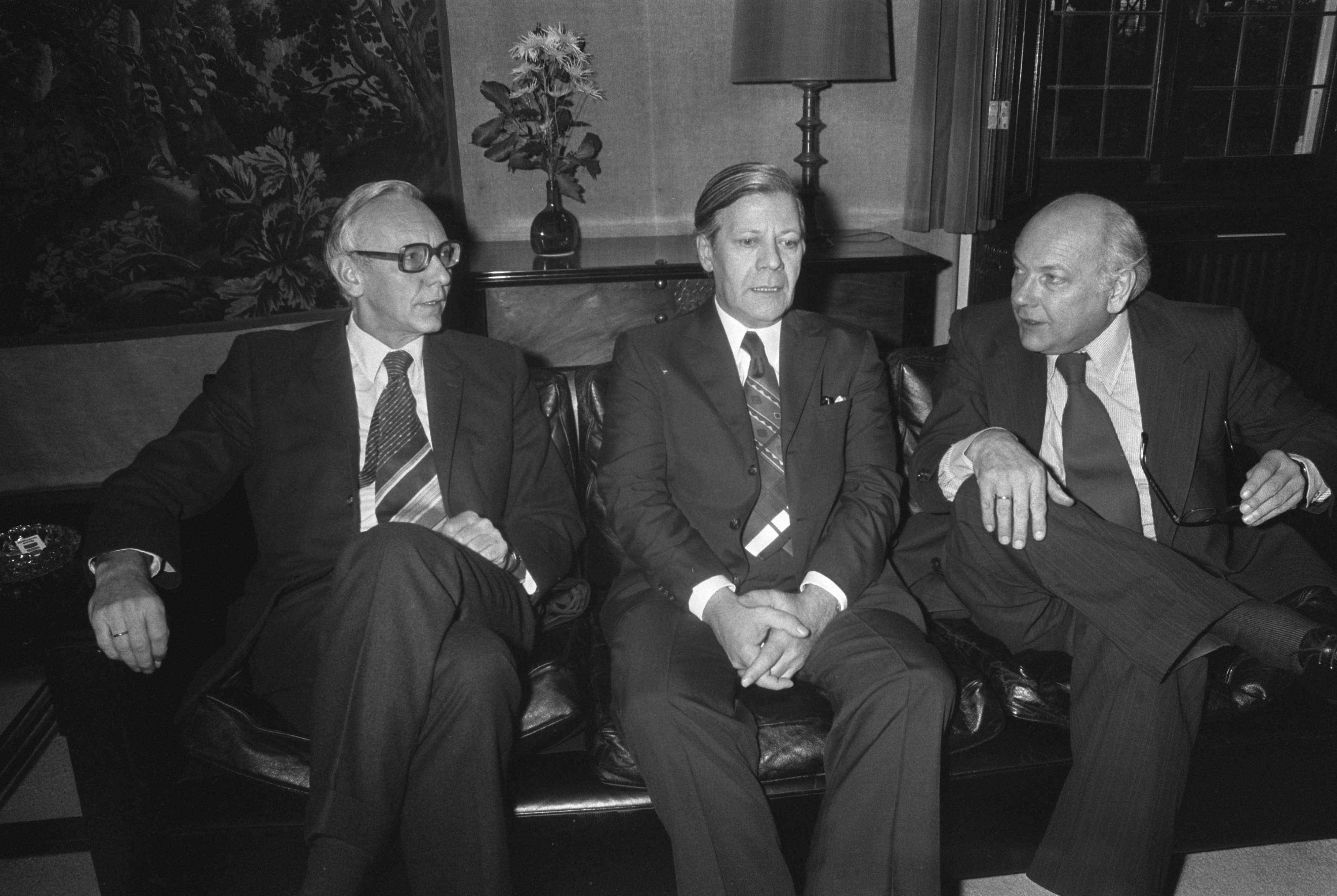
Nederlandse minister van Buitenlandse Zaken Max van der Stoel, bondskanselier Helmut Schmidt en premier van Nederland Joop den Uyl op het Catshuis op 2 november 1974.

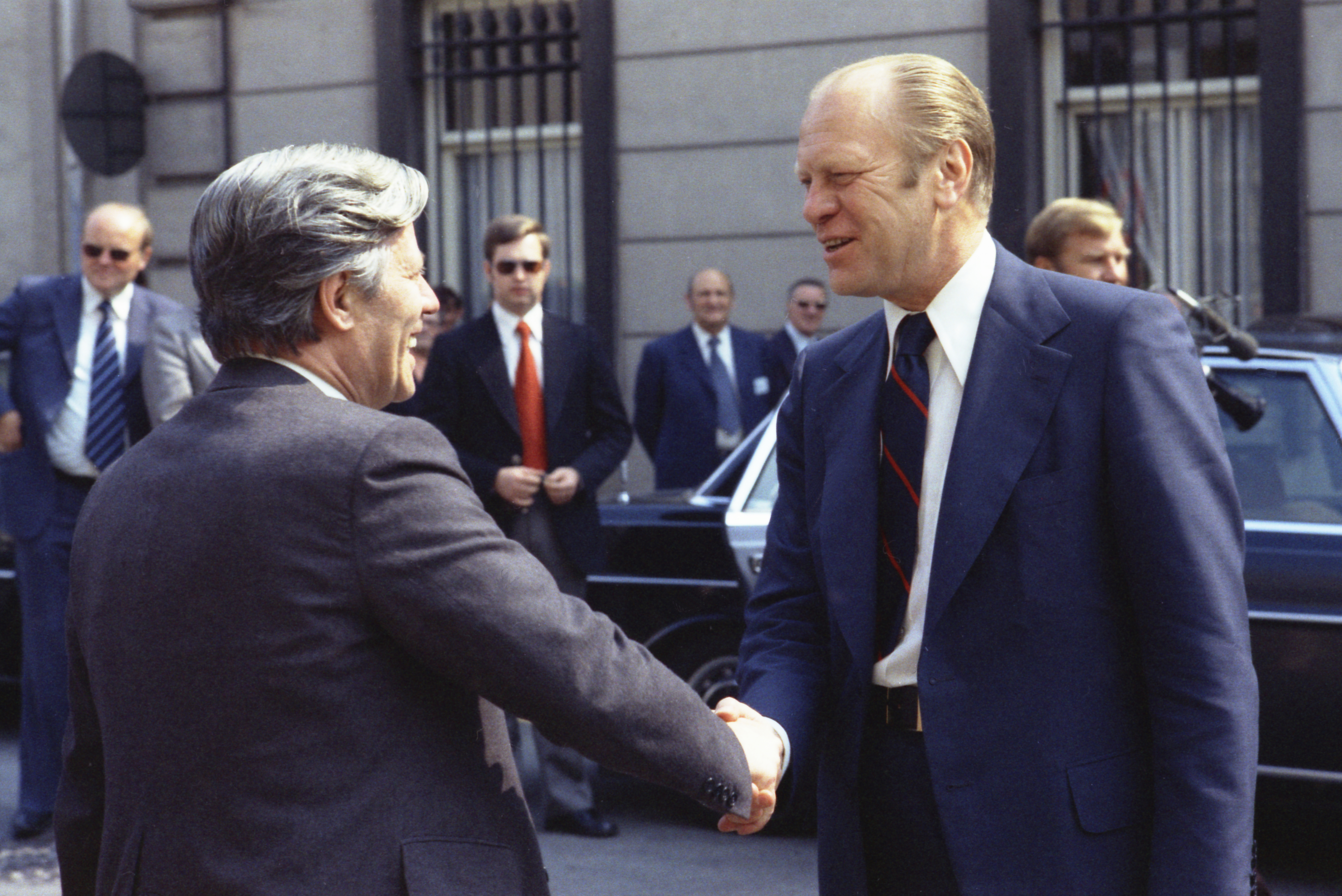
Bondskanselier Helmut Schmidt en president van de Verenigde Staten Gerald Ford bij de Amerikaanse ambassade in Bonn op 29 mei 1975.

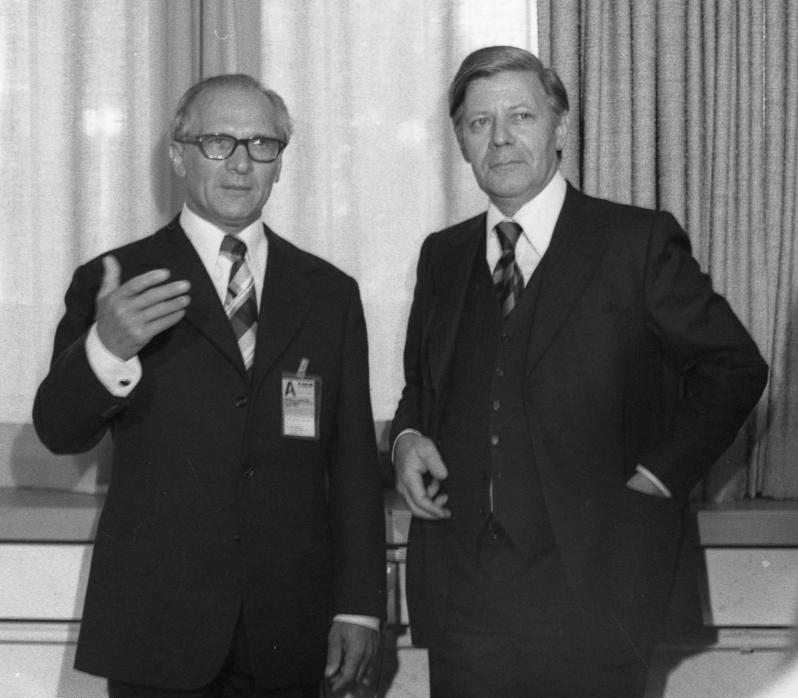
Oost-Duitse Leider Erich Honecker en bondskanselier Helmut Schmidt in Helsinki op 30 juli 1975.

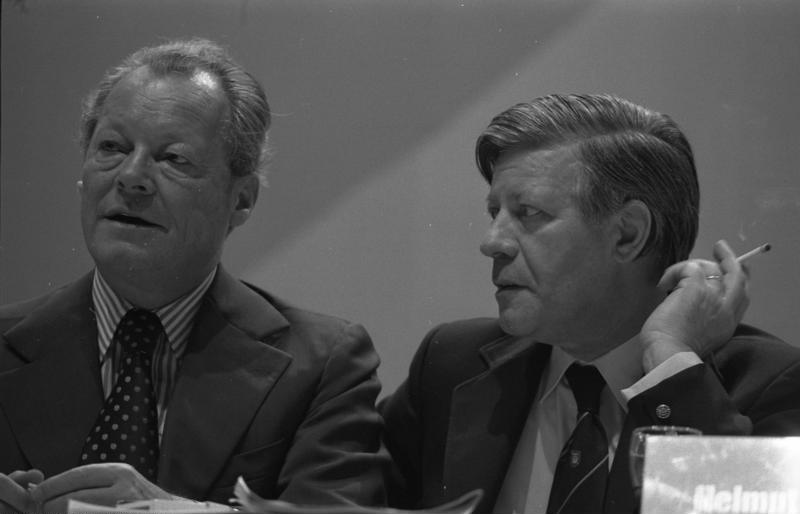
Ex-bondskanselier Willy Brandt en bondskanselier Helmut Schmidt tijdens een SPD bijeenkomst in Dortmund op 19 juni 1976.

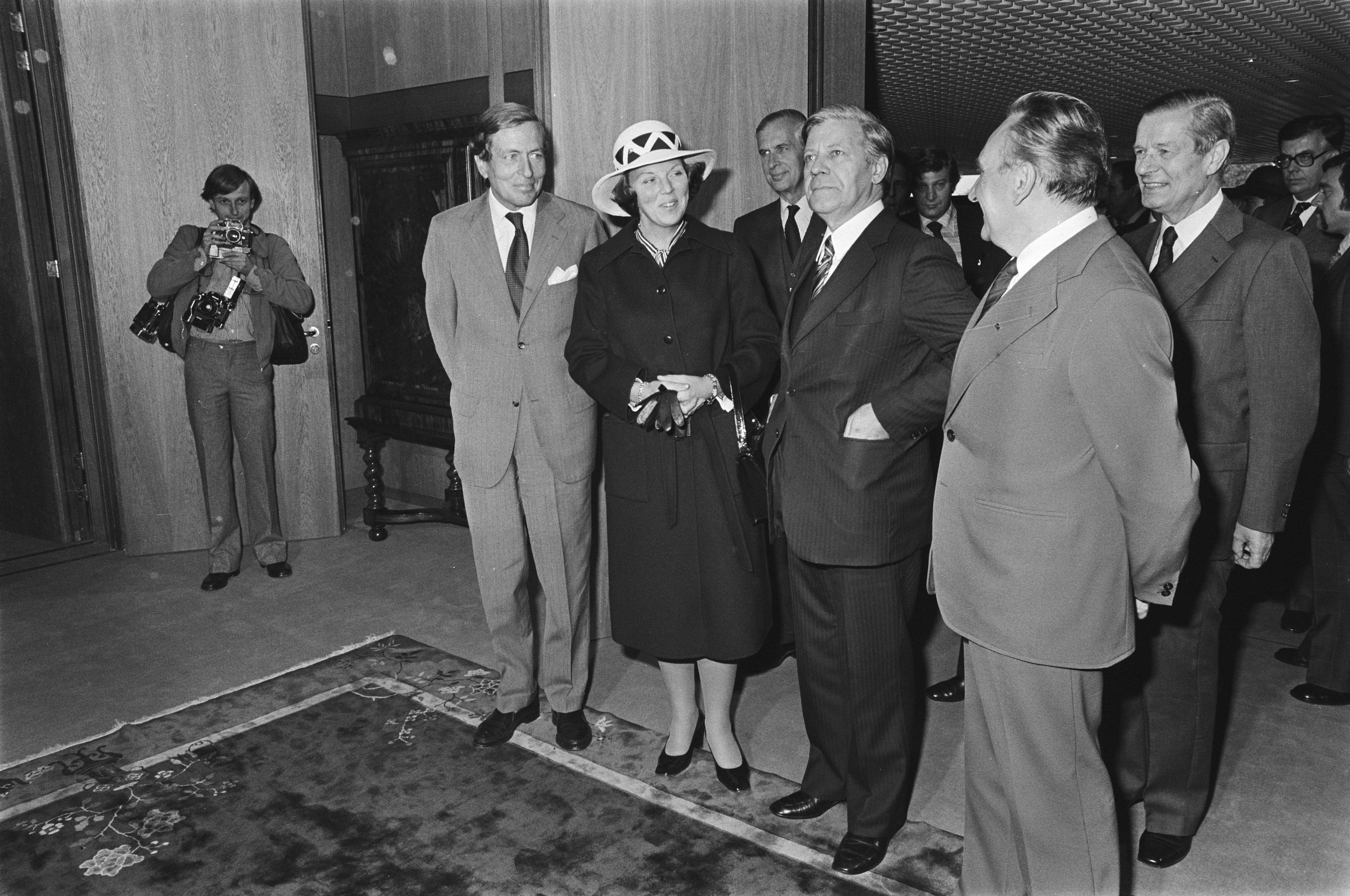
Prins Claus, Prinses Beatrix en bondskanselier Helmut Schmidt in Bonn op 15 september 1976.

| Ambtsbekleder                             | Ambtsbekleder          | Ambtsbekleder                      | Functie(s)                                                | Ambtstermijn     | Ambtstermijn      | Partij(en) |
| ----------------------------------------- | ---------------------- | ---------------------------------- | --------------------------------------------------------- | ---------------- | ----------------- | ---------- |
|                                           | Helmut Schmidt         | Helmut Schmidt (1918–2015)         | Bondskanselier                                            | 16 mei 1974      | 1 oktober 1982    | SPD        |
|                                           | Hans-Dietrich Genscher | Hans-Dietrich Genscher (1927–2016) | Vicekanselier                                             | 16 mei 1974      | 17 september 1982 | FDP        |
| Bondsminister van Buitenlandse Zaken      | Hans-Dietrich Genscher | Hans-Dietrich Genscher (1927–2016) |                                                           | 16 mei 1974      | 17 september 1982 | FDP        |
|                                           | Werner Maihofer        | Werner Maihofer (1918–2009)        | Bondsminister van Binnenlandse Zaken                      | 16 mei 1974      | 8 juni 1978       | FDP        |
|                                           | Hans Apel              | Hans Apel (1932–2011)              | Bondsminister van Financiën                               | 16 mei 1974      | 16 februari 1978  | SPD        |
|                                           | Hans-Jochen Vogel      | Hans-Jochen Vogel (1926–2020)      | Bondsminister van Justitie                                | 16 mei 1974      | 22 januari 1981   | SPD        |
|                                           | Hans Friderichs        | Hans Friderichs (1931)             | Bondsminister van Economische Zaken                       | 15 december 1972 | 7 oktober 1977    | FDP        |
|                                           | Georg Leber            | Georg Leber (1920–2012)            | Bondsminister van Defensie                                | 7 juli 1972      | 16 februari 1978  | SPD        |
|                                           | Katharina Focke        | Katharina Focke (1922–2016)        | Bondsminister van Volksgezondheid, Jeugd en Familie Zaken | 14 december 1972 | 14 december 1976  | SPD        |
|                                           | Walter Arendt          | Walter Arendt (1925–2005)          | Bondsminister van Arbeid en Sociale Zaken                 | 22 oktober 1969  | 14 december 1976  | SPD        |
|                                           | Helmut Rohde           | Helmut Rohde (1925–2016)           | Bondsminister van Onderwijs en Wetenschap                 | 16 mei 1974      | 16 februari 1978  | SPD        |
|                                           | Kurt Gscheidle         | Kurt Gscheidle (1924–2003)         | Bondsminister van Verkeer, Posterijen en Communicatie     | 16 mei 1974      | 4 november 1980   | SPD        |
|                                           | Josef Ertl             | Josef Ertl (1925–2000)             | Bondsminister van Landbouw, Voedsel en Bosbeheer          | 22 oktober 1969  | 17 september 1982 | FDP        |
|                                           | Karl Ravens            | Karl Ravens (1927–2017)            | Bondsminister van Ruimtelijke Ordening en Huisvesting     | 16 mei 1974      | 16 februari 1978  | SPD        |
| Ministers zonder portefeuille             |                        |                                    |                                                           |                  |                   |            |
| Ambtsbekleder                             | Ambtsbekleder          | Ambtsbekleder                      | Functie(s)                                                | Ambtstermijn     | Ambtstermijn      | Partij(en) |
|                                           | Erhard Eppler          | Erhard Eppler (1926–2019)          | Bondsminister voor Economische Betrekkingen               | 16 oktober 1968  | 8 juli 1974       | SPD        |
|                                           | Egon Bahr              | Egon Bahr (1922–2015)              | Bondsminister voor Economische Betrekkingen               | 8 juli 1974      | 14 december 1976  | SPD        |
|                                           | Hans Matthöfer         | Hans Matthöfer (1925–2009)         | Bondsminister voor Onderzoek en Technologie               | 16 mei 1974      | 16 februari 1978  | SPD        |
|                                           | Egon Franke            | Egon Franke (1913–1995)            | Bondsminister voor Oost-Duitse Betrekkingen               | 22 oktober 1969  | 1 oktober 1982    | SPD        |
|                                           | Egon Bahr              | Egon Bahr (1922–2015)              | Bondsminister voor ondersteuning van de bondskanselier    | 15 december 1972 | 8 juli 1974       | SPD        |
|                                           | Manfred Schüler        | Manfred Schüler (1932–2025)        | Chef des Bundeskanzleramts                                | 16 mei 1974      | 1 december 1980   | SPD        |
| Staatssecretaris voor Veiligheidsdiensten | Manfred Schüler        | Manfred Schüler (1932–2025)        |                                                           | 16 mei 1974      | 1 december 1980   | SPD        |

## Trivia
- Zeven ambtsbekleders hadden ervaring as hoogleraar of wetenschapper en hadden een academische titel van doctor: Helmut Schmidt (econoom), Hans-Dietrich Genscher (jurist), Werner Maihofer (jurist), Hans Apel (econoom), Hans-Jochen Vogel (jurist), Hans Friderichs (jurist) en Katharina Focke (politicoloog).